# Vigil Games
Vigil Games fue una empresa desarrolladora de videojuegos americana, con sede en Austin, Texas. Fue fundada por el dibujante de cómics Joe Madureira y David Adams, antiguo empleado de NCsoft. En marzo del 2006 fue adquirida por THQ, para la cual trabajaron en los juegos Darksiders 2 lanzado en agosto de 2012 y Warhammer 40,000 MMO ahora cancelado. El primer título del estudio fue Darksiders: Wrath of War, que salió en 2010. Tras el anuncio de bancarrota de THQ, el estudio no encontró comprador cerrando en enero del 2013.
La mayoría de los miembros del estudio pasaron a trabajar con la compañía alemana CryTek, formando un nuevo estudio.

## Juegos desarrollados[4]
- Darksiders: Wrath of War (PC, Xbox360, PS3).
- Darksiders II (PC, Xbox360, PS3, Wii U).